# Smith, Beck & Beck

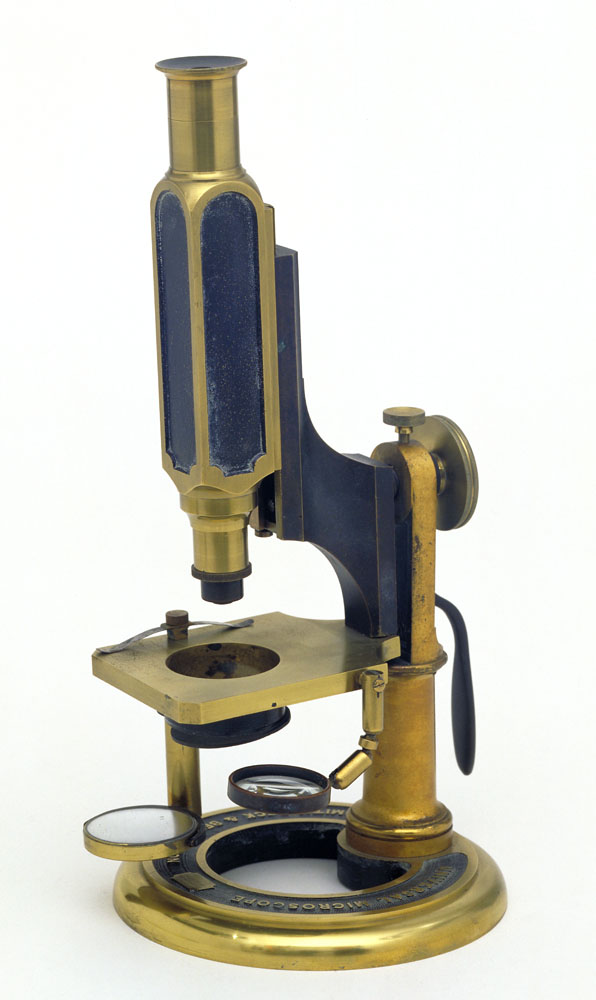
Microscopio composto realizzato dalla Beck & Beck e conservato al Museo Galileo di Firenze.

La ditta Smith, Beck & Beck è stata una bottega britannica di strumenti scientifici.
Ditta inglese di costruzione di microscopi della metà dell'Ottocento, nata nel 1837 per iniziativa di James Smith (morto nel 1870), costruttore di strumenti ottici che aveva lavorato per Joseph Jackson Lister (1786-1869). Il suo laboratorio si trovava al numero 6 di Coleman Street a Londra. Nel 1847 Smith entrò in società con Richard Beck (1827-1866), nipote di Lister, e la ditta cambiò denominazione in "Smith & Beck". Nel 1857 si aggiunse il fratello Joseph Beck (1829-1891) e il nome cambiò di nuovo in "Smith, Beck & Beck". Dopo il ritiro di Smith nel 1865 la ditta rimase nelle mani dei fratelli Beck, assumendo la denominazione "R. & J. Beck", e la sede fu spostata al 31 di Cornhill Street.
Richard Beck è autore di A Treatise on the Construction, Proper Use, and Capabilities of the Smith, Beck, and Beck's Achromatic Microscopes, pubblicato nel 1865 (Londra, John Van Voorst).
Sia James Smith che Richard e Joseph Beck furono membri della Royal Microscopical Society di Londra.